# Jogo de Cena
Jogo de Cena é um documentário brasileiro de 2007, dirigido por Eduardo Coutinho. Décimo longa-metragem da carreira de cineasta, foi lançado oficialmente no Festival do Rio de 2007.
Em novembro de 2015 o filme ficou em segundo lugar na lista feita pela Associação Brasileira de Críticos de Cinema (Abraccine) dos 100 melhores filmes brasileiros de todos os tempos.

## Sinopse
Atendendo a um anúncio de jornal, oitenta e três mulheres, interessadas em participar do documentário, tiveram interesse em contaram suas histórias de vida em um estúdio. Coutinho convida as personagens a compartilharem suas alegrias e tristezas, convidando para bem perto as experiências mais marcantes. Em junho de 2006, vinte e três delas compareceram e foram filmadas no Teatro Glauce Rocha no Rio de Janeiro. Em setembro do mesmo ano, atrizes interpretaram, a seu modo, as histórias contadas pelas personagens escolhidas. O longa mistura realidade e dramaturgia, onde os personagens reais falam da sua própria vida, depois estas personagens se tornam modelos a desafiar atrizes e por fim, as atrizes interpretam as personagens. 

## Equipe
- Produção executiva: João Moreira Salles
- Diretora assistente e Pesquisadora: Cristiana Grumbach
- Fotografia e Câmera: Jacques Cheuiche
- Captação de Som: Valéria Ferro
- Direção de Produção: Raquel Zangrandi
- Edição: Jordana Berg

## Elenco
- Marília Pêra
- Andréa Beltrão
- Fernanda Torres
- Aleta Gomes Vieira
- Claudiléa Cerqueira de Lemos
- Débora Almeida
- Gisele Alves Moura
- Jeckie Brown
- Lana Guelero
- Maria de Fátima Barbosa
- Marina D'Elia
- Mary Sheyla
- Sarita Houli Brumer